# جوردن براون (لاعب كرة قاعدة)
جوردن براون (بالإنجليزية: Jordan Brown)‏ هو لاعب كرة قاعدة أمريكي، ولد في 18 ديسمبر 1983 في والنوت كريك في الولايات المتحدة.

## وصلات خارجية
- جوردن براون على موقع دوري كرة القاعدة الرئيسي (الإنجليزية)
- جوردن براون على موقعبيزبول رفرنس.كوم (الدوري الرئيسي) (الإنجليزية)
- جوردن براون على موقعبيزبول رفرنس.كوم (الدوري الثانوي) (الإنجليزية)
- جوردن براون على موقع إي إس بي إن.كوم (أم.أل.بي) (الإنجليزية)
- جوردن براون على موقع مشجعي الرسوم البيانية (الإنجليزية)